# Denis Guedj
Pour les articles homonymes, voir Guedj.
Denis Guedj, né le 22 novembre 1940 à Sétif en Algérie et mort le 24 avril 2010 à Paris 15e,, est un écrivain français, notamment spécialisé dans l'histoire et la vulgarisation des mathématiques. Enseignant à l'université Paris-VIII, il était également comédien et scénariste.

## Biographie
Denis Guedj compte parmi les fondateurs, avec Claude Chevalley, du département de mathématiques du centre universitaire expérimental de Vincennes, à l'origine de l'université Paris-VIII, dès sa fondation en 1969. Il y enseigne l’histoire des sciences et l'épistémologie et, attaché à l'idée d'université populaire, se refuse à toute participation à la direction ou à la gestion de l'établissement.
Auteur d'essais et de romans mettant en scène les sciences, les mathématiques et leur histoire, il collabore au journal Libération de 1994 à 1997 pour des chroniques dans le cahier scientifique Eurêka qui ont été rassemblées dans l'ouvrage La gratuité ne vaut plus rien.

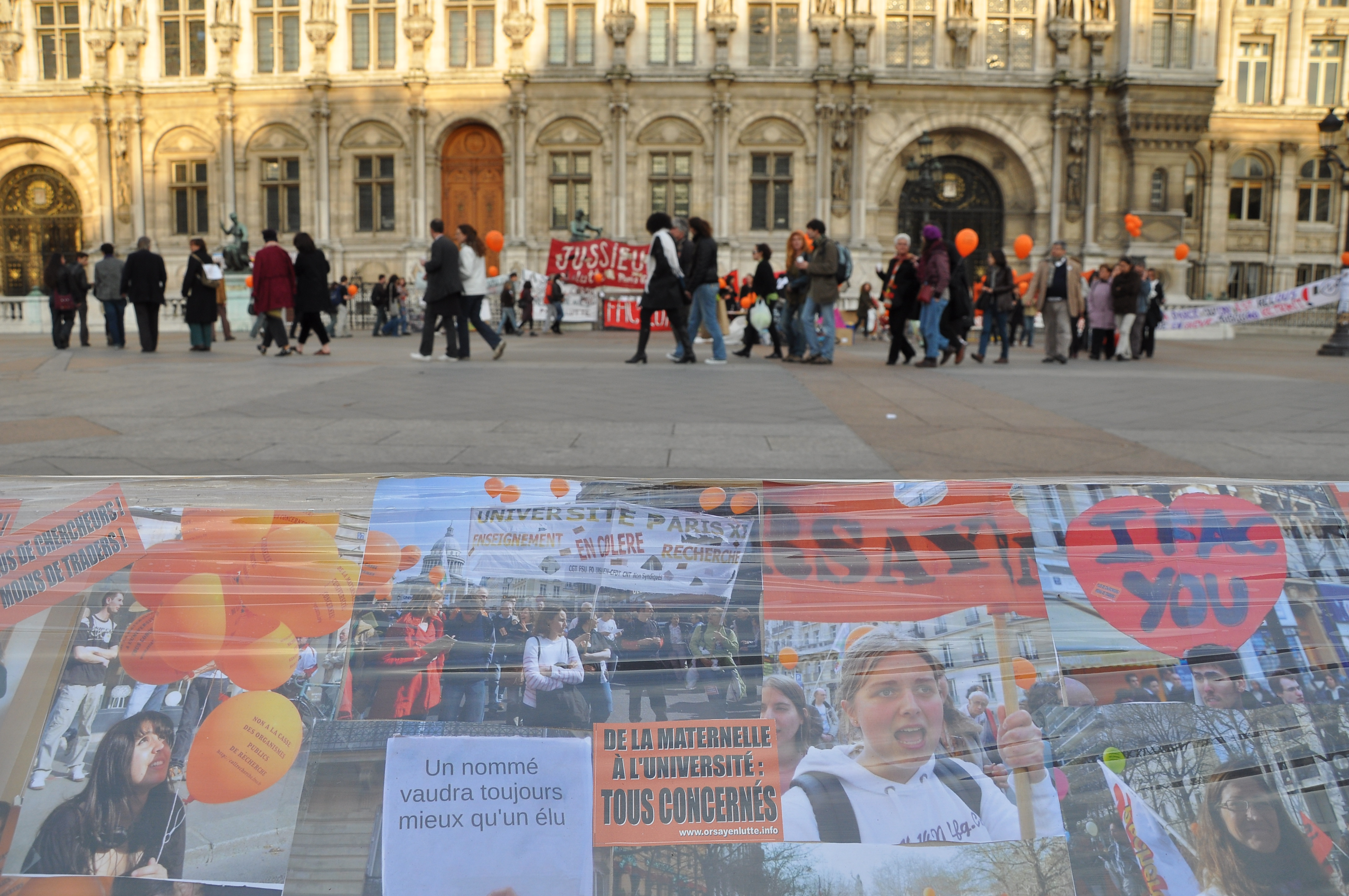
La « Ronde infinie des obstinés » à Paris en avril 2009.

Il connaît le succès en 1998 avec la publication du roman Le Théorème du Perroquet – traduit dans une vingtaine de langues – qui retrace la naissance des mathématiques et auquel succèdent d'autres succès tel, en 2000, Le Mètre du monde qui raconte comment le système métrique s'impose durant la Révolution française, ou encore Zéro, en 2005, qui explique l'invention du zéro à travers les cinq incarnations d'une femme.
En 2009, il participe à l'action originale de protestation, rassemblant des enseignants et étudiants, appelée « Ronde infinie des obstinés » qui bat le pavé parisien de la place de Grève pendant 1 001 heures pour protester contre la loi relative aux libertés et responsabilités des universités (dite « LRU »).

## Œuvre

### Publications
- La Méridienne, Seghers, 1987 L'épopée de la mesure d'un arc de méridien, de Dunkerque à Barcelone, par Delambre et Méchain, dans une France en pleine tourmente révolutionnaire.
Prix Louis-Castex de l’Académie française en 1988.
- La Révolution des savants, coll. « Découvertes Gallimard/ Sciences et techniques » (no 48), Gallimard, 1988
- L'Empire des nombres, coll. « Découvertes Gallimard/ Sciences et techniques » (no 300), Gallimard, 1996[8]
- La gratuité ne vaut plus rien et autres chroniques mathématiques, Le Seuil, 1997
- Le Théorème du Perroquet (roman), Le Seuil, 1998 Au sujet du dernier théorème de Fermat et de l'histoire des mathématiques.
- Génis ou le Bambou parapluie, Le Seuil, 1999
- Le Mètre du monde, Le Seuil, 2000
- La Bela - Autobiographie d'une caravelle, Le Seuil, 2001
- One zéro show et Du point à la ligne, Le Seuil, 2001  (ISBN 978-2-0203-7379-1)
- Les Cheveux de Bérénice, Le Seuil, 2003 La mesure de la circonférence de la Terre par Ératosthène.
- Zéro, ou les cinq vies d'Aémer (roman), Robert Laffont, 2005 L'invention du chiffre zéro, à travers les cinq incarnations d'une femme, Aémer, à cinq époques différentes, toutes en Mésopotamie.
- Villa des hommes (roman), Robert Laffont, 2007 Les sujets mathématiques abordés sont Cantor, la théorie des ensembles, l'infini (plus précisément la cardinalité des ensembles infinis), la puissance du continu.
- Les Mathématiques expliquées à mes filles, Le Seuil, 2008

### Conférence
- « Science et littérature - Les concepts peuvent-ils faire de bons personnages de fiction ? »[9]

### Filmographie
- Pour Le Maître de lumière, il a suivi le chef opérateur Henri Alekan éclairant des armures de samouraïs.
- 1978 : La vie, t'en as qu'une, fiction documentaire, scénario et réalisation avec Jean-Pierre Pétard et Abraham Segal
- 1989 : J'écris dans l'espace, réalisé par Pierre Étaix
- 2001 : L'Empire des nombres, documentaire réalisé par Philippe Truffault - scénario & voix off

### Presse
- « Questionnaire de Proust : Denis Guedj », publié par L'Express le 27 septembre 2001.